# ОШК Сливнишки герой (Сливница)
Общински шахматен клуб Сливнишки герой е български шахматен клуб от град Сливница, член на Българската Федерация по Шахмат (БФШ), където е вписан с регистрационен номер 1-077-031.
Организатор е на ежегодният Пролетен шахматен турнир "Сливница Оупън".

## История
В края на 70-те години на ХХ Век в град Сливница силно се развива ученическия шахмат, школа, от която по-късно израстват първите шахматисти, които в края на 80-те години се оформя шахмата в града. Провеждат се и първите градски състезания. Първенците в тях биват награждавани с участие в открити шахматни фестивали в страната.
Придобитите любителски умения постепенно се превръщат в професионални. Сформиран е професионален шахматен клуб към бившето спортно дружество „Сливнишки герой (Сливница)“. Не закъсняват и първите успехи – челни места в окръжните състезания. Изявите по-късно продължават и на зонално ниво.
Към края на 90-те години е първото участие на републиканско първенство. Най-добро представяне на отбора е 6-то място РОП през 1997 г. в град Разград.
Професионалният шахматен клуб „Сливнишки герой“ е регистриран през 1998 г. от инициативен комитет и получава съдебна регистрация по закона за лицата и семейството като сдружение с нестопанска цел. През 2004 г. същият е включен в регистъра на Българската Федерация по Шахмат.